# Mistrzostwa Litwy w Lekkoatletyce 2009
Mistrzostwa Litwy w Lekkoatletyce 2009 – zawody lekkoatletyczne, które odbyły się 1 i 2 sierpnia na stadionie im. S. Dariusa i S. Girėnasa w Kownie. Zawody były kwalifikacjami do reprezentacji Litwy na mistrzostwa świata.

## Rezultaty

### Mężczyźni
| Konkurencja                   | 1. miejsce                                                                          | 1. miejsce | 2. miejsce                                                                             | 2. miejsce | 3. miejsce                                                                            | 3. miejsce |
| ----------------------------- | ----------------------------------------------------------------------------------- | ---------- | -------------------------------------------------------------------------------------- | ---------- | ------------------------------------------------------------------------------------- | ---------- |
| Bieg na 100 m                 | Rytis Sakalauskas                                                                   | 10,48      | Žilvinas Adomavičius                                                                   | 10,65      | Aivaras Pranckevičius                                                                 | 10,77      |
| Bieg na 200 m                 | Rytis Sakalauskas                                                                   | 21,07      | Žilvinas Adomavičius                                                                   | 21,25      | Egidijus Dilys                                                                        | 21,60      |
| Bieg na 400 m                 | Linas Bružas                                                                        | 48,67      | Domantas Žalga                                                                         | 48,87      | Raimondas Turla                                                                       | 49,49      |
| Bieg na 800 m                 | Vitalij Kozlov                                                                      | 1.51,00    | Marekas Strelkovskis                                                                   | 1:53,74    | Darius Bagaslauskas                                                                   | 1:54,46    |
| Bieg na 1500 m                | Petras Gliebus                                                                      | 3:52,10    | Justinas Beržanskis                                                                    | 3:52,78    | Tomas Matijošius                                                                      | 3:53,18    |
| Bieg na 5000 m                | Robertas Geralavičius                                                               | 14:45,78   | Tomas Matijošius                                                                       | 14:48,16   | Mindaugas Viršilas                                                                    | 15:04,73   |
| Bieg na 10000 m               | Marius Diliūnas                                                                     | 31:10,91   | Kęstutis Jankūnas                                                                      | 31:53,17   | Tomas Venckūnas                                                                       | 31:58,52   |
| Bieg na 110 m przez płotki    | Artūras Janauskas                                                                   | 15,20      | Andrius Latvinskas                                                                     | 15,35      | Deividas Balčius                                                                      | 16,30      |
| Bieg na 400 m przez płotki    | Silvestras Guogis                                                                   | 52,20      | Valdas Valintėlis                                                                      | 52,55      | Artūras Kulnis                                                                        | 53,00      |
| Bieg na 3000 m z przeszkodami | Justinas Beržanskis                                                                 | 9:23,12    | Andrej Jegorov                                                                         | 9:26,67    | Justinas Križinauskas                                                                 | 9:37,09    |
| Sztafeta 4 × 100 m            | Litwa – U23 Egidijus Dilys Rytis Sakalauskas Martas Skrabulis Aivaras Pranckevičius | 40,75      | Litwa – U18 Vainius Mieliauskas Domantas Žalga Kostas Skrabulis Žilvinas Mitrikevičius | 41,93      | Olita Ignas Slančiauskas Tomas Rėklys Marius Bagdonas Ramūnas Simanavičius            | 43,88      |
| Sztafeta 4 × 400 m            | Kowno Rimvydas Smilgys Mantas Saliamonas Aidas Krakauskas Žilvinas Adomavičius      | 3:19,34    | Kłajpeda Karolis Paulauskas Artūras Janauskas Tadas Petraitis Linas Bružas             | 3:20,15    | Wyłkowyszki Modestas Saldukaitis Egidijus Rūkas Nerijus Markauskas Mindaugas Striokas | 3:32,26    |
| Trójskok                      | Mantas Dilys                                                                        | 16.68      | Marius Vadeikis                                                                        | 15.61      | Vytas Raugas                                                                          | 15.45      |
| Skok w dal                    | Marius Vadeikis                                                                     | 7.30       | Darius Aučyna                                                                          | 7.18       | Tomas Buivydas                                                                        | 7.14       |
| Skok wzwyż                    | Raivydas Stanys                                                                     | 2.24       | Nerijus Bužas                                                                          | 2.15       | Rimantas Mėlinis                                                                      | 2.10       |
| Skok o tyczce                 | Audrius Zimkevičius                                                                 | 4.00       | Irmantas Lianzbergas                                                                   | 4.00       | Arnoldas Stanelis                                                                     | 3.80       |
| Pchnięcie kulą                | Paulius Luožys                                                                      | 17.69      | Rimantas Martišauskas                                                                  | 17.35      | Romanas Morozka                                                                       | 17.08      |
| Rzut młotem                   | Tomas Burkas                                                                        | 57.29      | Martynas Šedys                                                                         | 55.30      | Andrius Stankevičius                                                                  | 51.24      |
| Rzut dyskiem                  | Virgilijus Alekna                                                                   | 68.44      | Aleksas Abromavičius                                                                   | 56.71      | Giedrius Šakinis                                                                      | 54.22      |
| Rzut oszczepem                | Tomas Intas                                                                         | 78.08      | Arūnas Jurkšas                                                                         | 70.16      | Ramūnas Butkus                                                                        | 69.71      |

### Kobiety
| Konkurencja                   | 1. miejsce                                                                           | 1. miejsce | 2. miejsce                                                                            | 2. miejsce | 3. miejsce           | 3. miejsce |
| ----------------------------- | ------------------------------------------------------------------------------------ | ---------- | ------------------------------------------------------------------------------------- | ---------- | -------------------- | ---------- |
| Bieg na 100 m                 | Lina Grinčikaitė                                                                     | 11,63      | Silva Pesackaitė                                                                      | 11,90      | Inesa Rimkevičiūtė   | 11,96      |
| Bieg na 200 m                 | Silva Pesackaitė                                                                     | 24,23      | Sonata Tamošaitytė                                                                    | 24,46      | Inesa Rimkevičiūtė   | 24,95      |
| Bieg na 400 m                 | Agnė Orlauskaitė                                                                     | 54,17      | Aina Valatkevičiūtė                                                                   | 55,89      | Natalija Piliušina   | 56,62      |
| Bieg na 800 m                 | Irina Krakoviak                                                                      | 2:05,12    | Eglė Balčiūnaitė                                                                      | 2:05,31    | Aina Valatkevičiūtė  | 2:06,01    |
| Bieg na 1500 m                | Irina Krakoviak                                                                      | 4:18,21    | Eglė Krištaponytė                                                                     | 4:31,29    | Evelina Uševaitė     | 4:37,10    |
| Bieg na 5000 m                | Vaida Žūsinaitė                                                                      | 16:45,88   | Gytė Norgilienė                                                                       | 18:06,54   | Rūta Narkutė         | 19:37,24   |
| Bieg na 10000 m               | Rasa Drazdauskaitė                                                                   | 33:47,19   | Živilė Balčiūnaitė                                                                    | 34:32,38   | Remalda Kergytė      | 35:48,00   |
| Bieg na 100 m przez płotki    | Sonata Tamošaitytė                                                                   | 13,73      | Sigita Lasavičiūtė                                                                    | 14,98      | Laura Ušanovaitė     | 15,12      |
| Bieg na 400 m przez płotki    | Kristina Jasinskaitė                                                                 | 1:01,90    | Inesa Bolotina                                                                        | 1:02,17    | Agnė Abramavičiūtė   | 1:04,30    |
| Bieg na 3000 m z przeszkodami | Evelina Uševaitė                                                                     | 11:07,76   | Snežana Dopolskaitė                                                                   | 12:09,77   | Augustė Labenskytė   | 12:09,97   |
| Sztafeta 4 × 100 m            | Litwa – U23 Silva Pesackaitė Lina Andrijauskaitė Sonata Tamošaitytė Lina Grinčikaitė | 44,85      | Natalija Valetova Silvestra Malinauskaitė Eglė Andrijauskaitė Inesa Rimkevičiūtė      | 46,66      |                      |            |
| Sztafeta 4 × 400 m            | Kowno Karolina Sodeikaitė Odeta Vaičiulytė Kristina Majauskaitė Agnė Orlauskaitė     | 3:58,79    | Szawle Svajūnė Lianzbergaitė Augustė Labenskytė Alina Grigaravičiūtė Evelina Uševaitė | 4:13,96    |                      |            |
| Trójskok                      | Jolanta Verseckaitė                                                                  | 13,72      | Aistė Bernotaitytė                                                                    | 12,28      | Indrė Sabaliauskaitė | 12,09      |
| Skok w dal                    | Lina Andrijauskaitė                                                                  | 6,24       | Eglė Kondrotaitė                                                                      | 6,04       | Aistė Bernotaitytė   | 5,87       |
| Skok wzwyż                    | Karina Vnukova                                                                       | 1,83       | Airinė Palšytė                                                                        | 1,80       | Milda Kulikauskaitė  | 1,75       |
| Skok o tyczce                 | Vitalija Dejeva                                                                      | 3,40       | Sandra Bingelytė                                                                      | 3,00       | Kristina Sabalytė    | 2,90       |
| Pchnięcie kulą                | Austra Skujytė                                                                       | 17,28      | Alina Vaišvilaitė                                                                     | 14,29      | Virmantė Vaičekonytė | 13,83      |
| Rzut młotem                   | Vaida Kelečiūtė                                                                      | 49,03      | Margarita Matulevičiūtė                                                               | 47,21      | Natalija Venckutė    | 46,49      |
| Rzut dyskiem                  | Austra Skujytė                                                                       | 50,50      | Giedrė Aleknaitė                                                                      | 46,64      | Sabina Banytė        | 45,02      |
| Rzut oszczepem                | Indrė Jakubaitytė                                                                    | 56,92      | Viktorija Barvičiūtė                                                                  | 49,00      | Giedrė Kupstytė      | 45,27      |